# SS-Institut für Pflanzengenetik
Das SS-Institut für Pflanzengenetik war eine Forschungseinrichtung in Österreich während der NS-Zeit, untergebracht in Schloss Lannach nahe Graz.

## Geschichte
Schloss Lannach war im Juli 1943 der Forschungsgemeinschaft Deutsches Ahnenerbe zugesprochen worden, woraufhin das Institut am 1. November 1943 von Heinz Brücher gegründet wurde. Dies geschah auf Befehl des Reichsführers SS, Heinrich Himmler. Für den wissenschaftlichen Teil des Instituts war das Ahnenerbe verantwortlich, auf juristischer Seite gehörte es zur Deutschen Versuchsanstalt für Ernährung und Verpflegung (DVA) und wurde dort unter der Bezeichnung „Schloßgut Lannach“ geführt. Am 24. Juni 1944 wurde in einer Besprechung zwischen Wolfram Sievers, Heinrich Vogel, Ernst Schäfer sowie Heinz Brücher beschlossen, dass das Institut ausgebaut werden sollte. Ein weiterer Beschluss legte drei Bezeichnungen für das Institut fest; für wissenschaftliche Fragen Institut für Pflanzengenetik, für schriftliche Festlegungen mit juristischer Verpflichtung Deutsche Versuchsanstalt für Ernährung und Verpflegung G.m.b.H. Hof Lannach und SS-Versuchsgut für Schriftwechsel innerhalb der SS. Bis Februar 1945 wurde das Institut nachweislich betrieben, dann gab Sievers den Befehl zur Sprengung der Anlage, sollten die Alliierten ihr zu nahe kommen. So wollte man verhindern, dass das Pflanzenmaterial dem Feind in die Hände fallen konnte. Der Befehl wurde von Brücher ignoriert. Das Schloss wurde am 9. Mai 1945 zusammen mit dem Institut von der Roten Armee befreit.

## Standort und Ausstattung

Ansicht des Schlosses Lannach von Süden, Postkarte von 1910

Das Institut lag zirka 16 km von Graz entfernt und in 337 m Höhe am Koralpen-Gebirge. Das Versuchsgelände erstreckte sich über etwa 120 ha, die sich folgendermaßen aufteilten: 63 ha Wald, 37 ha Ackerland, 18 ha Wiesen, Weiden und Almen sowie 2 ha Umland, Parks, Wege und Hofgelände. Das Gelände wurde ausgewählt, da Brücher und das Ahnenerbe das Klima in der Steiermark (warmer Sommer und langer Herbst) für nützlich erachteten, um in verschiedenen Höhenlagen Pflanzen anbauen zu können. Auf dem Gelände waren außerdem einige Nutztiere untergebracht, nämlich 43 Rinder, 15 Schweine und fünf Pferde.
Die Bilanz der DVA nennt 1944 insgesamt 52 Beschäftigte am Institut und im Schloss, die sich auf 23 Zivilisten, 17 Kriegsgefangene, neun KZ-Häftlinge (Zeuginnen Jehovas) sowie drei Angehörige der SS aufteilten. Zur Bewirtschaftung der Forschungsanlage wurden diverse neue Geräte gekauft, unter anderem ein Traktor sowie verschiedene Ernte- und Verarbeitungsmaschinen.

## Aufgaben und Forschungsbetrieb
Das Institut wurde mit einer hauptsächlichen Aufgabe betraut. Es sollte das Kulturpflanzensortiment der SS-Tibet-Expedition 1938/39 und das Kultur- sowie Wildpflanzensortiment des SS-Sammelkommandos in Russland (1943, siehe auch den Aufsatz von Hoßfeld und Thornström unter Literatur) untersuchen und züchterisch bearbeiten. 1944 wurden in den zum Institut gehörenden Höhenlagen aus Tibet stammende Getreidesorten (Gerste und Weizen) angebaut. Dabei wurde eine neue Züchtung angestrebt, die die positiven Eigenschaften der Tibet-Sorten (unter anderem eine sehr kurze Vegetationszeit) mit denen der heimischen bzw. aus Russland stammenden Sorten (unter anderem Resistenz gegenüber bestimmten Krankheiten) vereinen sollte. Dies sollte der Versorgung der Bevölkerung in den eroberten Gebieten dienen. Heinz Brücher fasste dies in einem Arbeitsbericht zusammen:

„Das Zuchtziel ist eine frühreife, kälteunempfindliche, spelzenfreie Gebirgsgerste einerseits, und ein raschwüchsiger Gebirgsweizen andererseits. Damit ist es möglich, den Getreideanbau unserer Bergbauern zu verbessern, die Anbaugrenze von Weizen und Gerste in größere Höhenlagen auszudehnen und die Selbstversorgung mit Futter- und Brotgetreide zu steigern.“

Eine weitere Aufgabe des Instituts bestand darin, eine „Lafi“ genannte Ölpflanze zu züchten. Mit dieser wollte man die Versorgung des Deutschen Reiches mit Fett sicherstellen (vgl. Fettlücke). Es gab dabei Planungen, das gewonnene Öl außerdem als Zusatz für Flugmotorenöl einzusetzen.
Im Herbst 1943 gab es eine erste Aussaat von Pflanzen russischer Herkunft. Man brachte 202 Winterweizen, 18 Roggen, 74 Gersten, 28 Hafer, 37 Aegilopsarten, 12 Hordeum bulbosum, 33 Lobelien sowie eine unbekannte Anzahl Wildgräser aus. Die Aussaat im Frühjahr 1944 umfasste 2412 tibetische Gersten, 197 russische Gersten, 35 deutsche Gersten, 407 tibetische Weizen, 66 russische Sommerweizen, 32 deutsche Sommerweizen, 82 russische Hafer, 11 deutsche Hafer sowie eine unbekannte Anzahl weiterer russischer und deutscher Getreidesorten.
Dazu kamen noch diverse Kulturpflanzen: 157 Bohnenranken, 76 Kürbisgewächse, 126 Maispflanzen, 42 Hirsen, 40 Erbsen, 14 Sonnenblumen, 101 Pferdebohnen, 150 Kreuzblütengewächse sowie eine unbekannte Anzahl Buchweizen, Soja, Leindotter, Raps und Tomaten. Außerdem gab es mehrere Tausend Pflanzenkreuzungen (Gerste, Weizen und Hafer), die der Erforschung von züchterisch wertvollen Erbgutänderungen dienten.
Die zweite Aussaat von tibetischen Gersten begann Mitte Juli 1944. Man brachte 772 frühreife Pflanzen zum zweiten Mal aus, wovon die frühreifsten bereits im September wieder geerntet wurden. Ebenso brachte man tibetischen Weizen aus, dessen Wuchsverhalten 1945 einer Prüfung unterzogen werden sollte. Neben den Getreide-Versuchen forschte man auch an der züchterischen Veränderung von Ölpflanzen. Hierzu wurde eigens ein Versuchsfeld angelegt, das einen Hektar groß war. Im Zuge dieser Untersuchungen wurden mehrere Pflanzen gezüchtet, die einen besonders hohen Ölgehalt aufwiesen.